# نجم كواركي

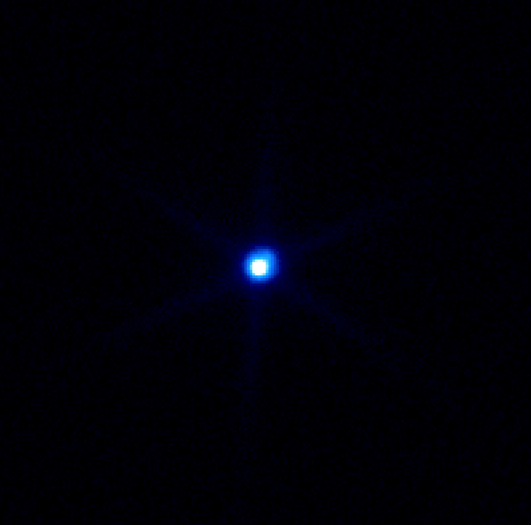
النجم RX J1856.5-3754 من المحتمل أن يكون نجماً كواركياً.

النجم الكواركي في علم الفلك (بالإنجليزية: Quark star)‏ هي حالة قرب نهائية من عمر نجم تفترضها نظرية فيزيائية حيث تنتهي بتكوّن ثقب أسود.
مع استمرار استهلاك النجم لوقوده النووي من الهيدروجين الذي يستهلكه بالاندماج النووي وضياع القوى الداخلية الناشئة عن الحرارة العالية في باطن النجم تبدأ قوى الجاذبية في التغلب وتعمل على ضغط مادة النجم ضغطا شديداً. ووفقاً لكتلة النجم يكون تطوره الناتج بعد ذلك، فإذا كانت كتلة النجم أصغر من 4 و 1 من كتلة شمسية فإن النجم يتحول إلى قزم أبيض، وإذا كانت كتلة النجم بين 4و1 ونحو 10 أضعاف كتلة الشمس فيكون مصير النجم تكوين نجم نيوتروني، وإذا كانت كتلة النجم أكبر من نحو 10 أضعاف كتلة الشمس فإن النجم ينتهي في صورة ثقب أسود أو مستعر أعظم أو حالة افتراضية يسمى نجم كواركات.
حتى الآن لم تبين المشاهدات الحالة الافتراضية النظرية لإمكانية تكثف المادة النيوترونية التي تكون نجم نيوتروني في صورة نجم كواركات. وطبقاً للنظرية تكون كثافة المادة قد وصلت إلى حالة تفقد فيها النيوترونات خصائصها وتتأثر الكوركات مع بعضها البعض مباشرة. ويعتبر اكتشاف نجم كواركات بالغ الصعوبة حيث ان صفاته التي تُرى عن بعد تماثل إلى حد كبير صفات النجم النيوتروني.
وقد تحوي بعض النجوم النيوترونية في باطنها بلازما-كوارك-جلوون.

## النظرية والمشاهدة

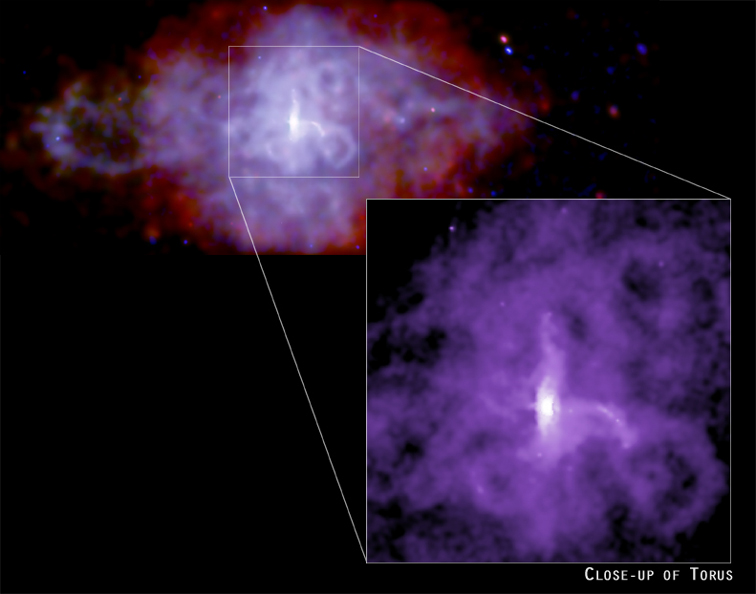
صورة الأشعة السينية المنبعثة من المستعر الأعظم 3C58 التقطها تلسكوب شاندرا الفضائي للأشعة السينية، ويبين المربع المكبر الجزء الداخلى منه

تتوقع نظرية تكوّن النجم النيوتروني أنه يختص بحد أعلى للكتلة ويسمى (حد تولمان-أوبنهايمر-فولكوف) وهو يصل بين 5و1 و 3 أضعاف كتلة الشمس بحسب معلوماتنا الحالي.
فإذا تعدت كتلة نجم نيوتروني ذلك الحد فإنه يتقلص تحت تأثير قوة الجاذبية ويصير ثقبا أسودا. وكلما اقتربت كتلة النجم النيوتروني من ذلك الحد الأقصى، كلما زاد حجم كرة بلازما الكوارك والجلوون في باطنه.
وحتى الآن لم تكتشف سوى نجمين من نوع نجم كواركات.
أولهما RX J1856-3754 اكتشف عام 1992 واكتشفه مسبار الأشعة السينية روزات ROSAT، ونجح تلسكوب هابل الفضائي بعد ذلك من رصده - نظرا للمسافة بيننا وبين النجم والتي تبلغ بين 180 و 420 سنة ضوئية، وصور النباض أيضا في نطاق الضوء المرئي. وعلى أساس تقييم الضوء الكلي المنبعث منه، فقد قدّر قطره بنحو 11 كيلومتر فقط، وذلك الحجم يعتبر حجما صغيرا حتى بالنسبة إلى نجم نيوتروني. 
ثم بينت القياسات التالية أن أقطاب النجم هي وحدها التي تشع. 
وعلى ذلك يصبح قطر النجم RX J1856-3754 في الحقيقة أكبر من 11 كيلومتر، وعلى ذلك فمن المستبعد أن يكون نجما كواركيا بالفعل.
أما النجم الثاني الذي رصد فهو النجم J0205+6449 وهو موجود في مخلفات مستعر أعظم 3C58 وهو يصنف على كونه يتبع مستعر أعظم 1181 كان قد شوهد من اليابانيين والصينيين (يدل الرقم في اسم المستعر الأعظم على سنة حدوثه أي عام 1181). ونظرا لبعده عن الأرض الذي يبلغ 10000 سنة ضوئية فلم يستطع العلماء حساب قطره، ولكن قوة لمعانه تعتبر أصغر 16 مرة من نباض ناشئ يمكن ان يعادله. وقد يكون ذلك إشارة إلى كونه نجما كواركيا.
ويسمى النجم الكواركي أيضا باسم «الغريب» وأيضا في الإنجليزية حيث يسمى Strangelet، حيث يبدو أن البلازما المكونة له من الكواركات الغريبة.